# Alley Cats de l'Indiana
Les Alley Cats de l'Indiana (en anglais : Indiana Alley Cats) sont une franchise américaine de basket-ball de la Continental Basketball Association située à Anderson (Indiana).

## Historique

Logo du temps de la ABA 2000

Fondée en 2005 pour jouer en ABA 2000, l'équipe a rejoint l'année suivante la CBA.

## Palmarès
néant